# Municipios de Venezuela
Venezuela está conformada por 25 entidades federales y un Distrito Capital, en donde cada una se encuentra dividida en varios municipios autónomos. En el país, existen un total de 335 municipios, que a su vez se dividen en parroquias. Cabe destacar que la organización municipal (parroquias), no guarda relación con la Institución Eclesiástica.
En Venezuela, la organización municipal le corresponde a cada estado, a través de una ley que se dicte en el respectivo Consejos Legislativos.
Según el Artículo 168 de la Constitución: 

Los Municipios constituyen la unidad política primaria de la organización nacional, gozan de personalidad jurídica plena y autonomía dentro de los límites de esta Constitución y de la ley.

## Historia
| Entidad federal  | Número de municipios |
| ---------------- | -------------------- |
| Amazonas         | 7                    |
| Anzoátegui       | 21                   |
| Apure            | 7                    |
| Aragua           | 18                   |
| Barinas          | 12                   |
| Bolívar          | 11                   |
| Carabobo         | 14                   |
| Cojedes          | 9                    |
| Distrito Capital | 1                    |
| Delta Amacuro    | 4                    |
| Falcón           | 25                   |
| Guárico          | 15                   |
| Guayana Esequiba | 15                   |
| La Guaira        | 1                    |
| Lara             | 9                    |
| Mérida           | 23                   |
| Miranda          | 21                   |
| Monagas          | 13                   |
| Nueva Esparta    | 11                   |
| Portuguesa       | 14                   |
| Sucre            | 15                   |
| Táchira          | 29                   |
| Trujillo         | 20                   |
| Yaracuy          | 14                   |
| Zulia            | 21                   |

En las constituciones de 1811, 1819, 1830, 1857, 1858, y las que las siguieron hasta la de 1901, así como en las constituciones de la Gran Colombia, el territorio se dividía en cantones, que se agrupaban en provincias. En la de 1901 los Estados (sustitutos de las provincias desde la Constitución de 1864), se dividieron en distritos. Fue la constitución de 1909 la que estableció que los estados se dividirían en municipios. En adelante, la división político territorial del país sería la siguiente: estados, municipios y parroquias.
En las constituciones de 1925, 1928, 1929, 1931 y 1936 los municipios pasaron otra vez a denominarse distritos o municipalidades. En las de 1947 y 1953 los distritos municipales, integrados a los estados, pasaron a estar divididos en municipios. Esta sería la última vez que por decreto los municipios deberían estar obligados a unirse en distritos. La Constitución de 1961 estipuló que los estados se dividirían específicamente en municipios, pudiendo estos organizarse en distritos metropolitanos. 
Actualmente, existen además la figura de los Distritos. Estos son el Distrito Capital compuesto únicamente por el Municipio Libertador de Caracas; el Distrito Metropolitano de Caracas del cual forman parte cuatro municipios del Estado Miranda (Baruta, Chacao, El Hatillo y Sucre) y los pertenecientes al Distrito Capital (Municipio Libertador); y el Distrito del Alto Apure con los municipios Páez y Rómulo Gallegos del Estado Apure.

## Gobierno
El Poder Ejecutivo le corresponde al alcalde, quien debe ser mayor de 25 años. Su período es de 4 años y es electo de forma directa por mayoría simple, pudiendo ser reelegido. El Poder Legislativo le corresponde al Concejo Municipal, conformado por concejales elegidos por el pueblo cada cuatro años. 
Anteriormente, con la Constitución de 1961, los alcaldes eran electos por el Concejo Municipal, es decir, de una forma indirecta.

## Atribuciones
Los municipios tienen las siguientes atribuciones, según la Constitución de Venezuela de 1999:
- Ordenación territorial y urbanística; patrimonio histórico; vivienda de interés social; turismo local; parques y jardines, plazas, balnearios y otros sitios de recreación; arquitectura civil, nomenclatura y ornato público.
- Vialidad urbana; circulación y ordenación del tránsito de vehículos y personas en las vías municipales; servicios de transporte público urbano de pasajeros y pasajeras.
- Espectáculos públicos y publicidad comercial, en cuanto concierne a los intereses y fines específicos municipales.
- Protección del ambiente y cooperación con el saneamiento ambiental; aseo urbano y domiciliario, comprendidos los servicios de limpieza, de recolección y tratamiento de residuos y protección civil.
- Salubridad y atención primaria en salud, servicios de protección a la primera y segunda infancia, a la adolescencia y a la tercera edad; educación preescolar, servicios de integración familiar del discapacitado al desarrollo comunitario, actividades e instalaciones culturales y deportivas. Servicios de prevención y protección, vigilancia y control de los bienes y las actividades relativas a las materias de la competencia municipal.
- Servicio de agua potable, electricidad y gas doméstico, alcantarillado, canalización y disposición de aguas servidas; cementerios y servicios funerarios.
- Justicia de paz, prevención y protección vecinal y servicios de policía municipal, conforme a la legislación nacional aplicable.

## Diferenciación con las ciudades
En otros países la figura de "municipio" no existe, siendo las llamadas "ciudades" las que suplen como división político-administrativa regida por un alcalde. Por otra parte es de notar que en Venezuela coexisten ambos conceptos, pero con propósitos distintos: mientras las "ciudades" se toman como unidades urbanas con propósitos estadísticos, históricos, culturales y urbanísticos, los "municipios" son la unidad político-administrativa primaria de organización en el país. Por ello, un conjunto de municipios interconectados entre sí, pueden llegar a conformar lo que es una ciudad, tal como sucede con la ciudad de Valencia que está integrada por 5 municipios de la entidad carabobeña.
Confundir ambos conceptos es algo que ocurrencia muy común, otorgándose incluso condecoraciones como la "Orden de la Ciudad" por parte del alcalde de un municipio, siendo lo correcto otorgar una condecoración llamada "Orden del Municipio".

## Estadísticas
- Municipio más grande: Angostura en el estado Bolívar, con 54 386 km²
- Municipio más pequeño: Diego Bautista Urbaneja en el estado Anzoátegui, con 12 km²
- Municipio más poblado: Libertador en el Distrito Capital, con 2 143 901 habitantes
- Municipio menos poblado: Maroa en el estado Amazonas, con 2 029 habitantes
- Entidad con mayor cantidad de municipios: Táchira, con 29
- Entidad con menor cantidad de municipios: La Guaira y el Distrito Capital, ambos con 1 respectivamente
- Municipio con mayor densidad de población: Libertador en el Distrito Capital, con 6 998.99 hab/km²
- Municipio con menor densidad de población: Angostura en el estado Bolívar, con 0.6 hab/km²
- Promedio de municipios por entidad federal: 14
- Entidades como Zulia y Miranda tienen el doble de la población de Táchira pero menos municipios